# Lorenzo Langstroth

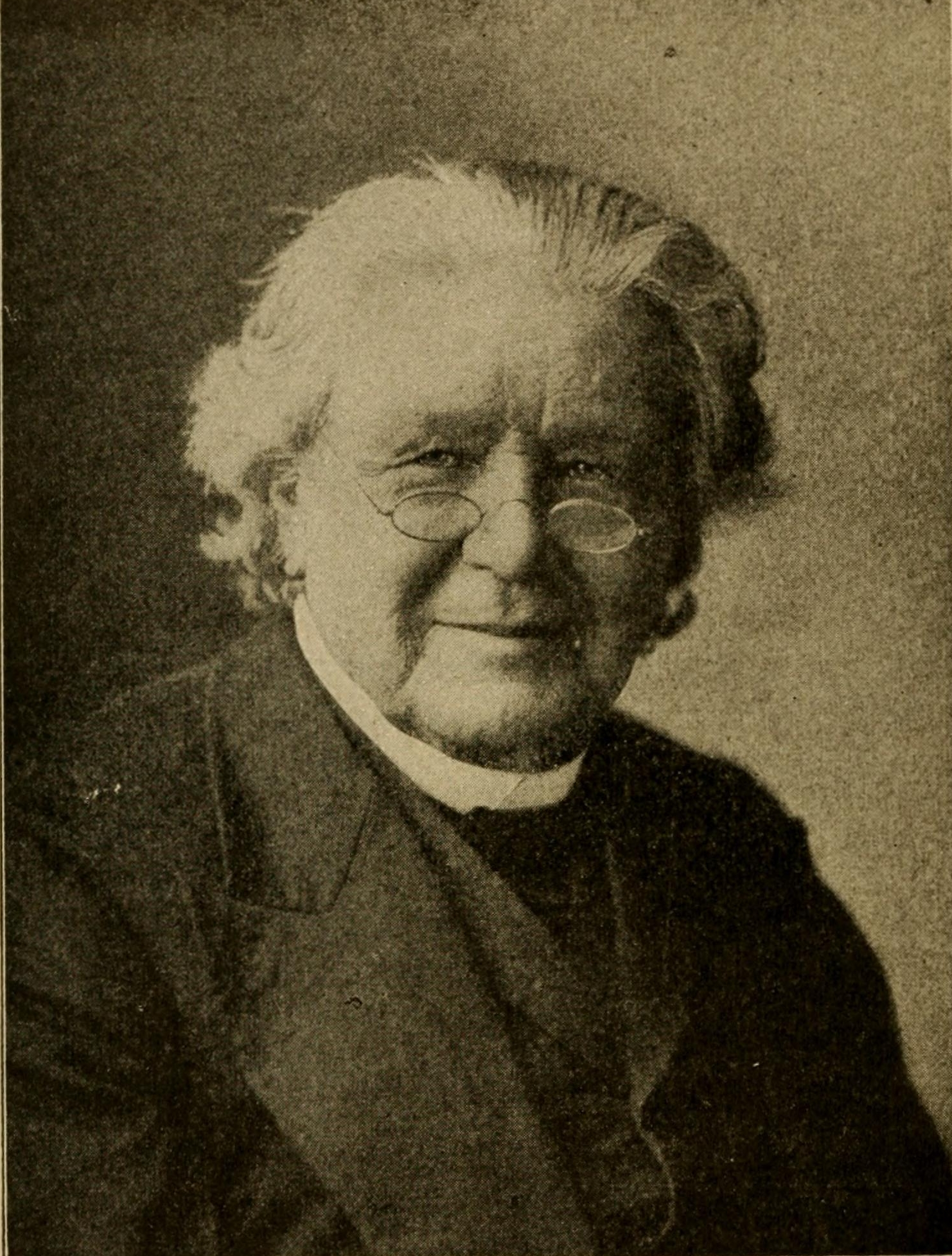
L. L. Langstroth

Lorenzo Lorraine Langstroth (ur. 25 grudnia 1810 w Filadelfii, Pensylwania, zm. 6 października 1895 w Dayton, Ohio) – amerykański badacz życia pszczół, zwany „ojcem amerykańskiego pszczelarstwa”.
W roku 1851 skonstruował, a rok później opatentował ul zwany „ulem Langstrotha”, na którym do dzisiaj wzorują się nowoczesne typy uli. Jako pierwszy połączył ideę wyjmowanych ramek od góry z odkryciem, że pszczołom trzeba zostawić określony odstęp między plastrami i bee space wynoszącą ok. 8 mm (więcej niż 2/8 cala, ale mniej niż 3/8 cala) między górnymi i bocznymi beleczkami a skrzynią ula.
Jego ul zrewolucjonizował pszczelarstwo, umożliwiając łatwiejsze odbieranie pszczołom miodu i łatwiejszy przegląd roju.
Bee space jest odległością między ostatnim plastrem (lub bocznymi listewkami ramki) a ścianą ula. Ta sama odległość 2/8 do 3/8 cala jest prawidłowa między górną beleczką a pokrywą komory ula. Langstroth's patent (5.10.1852) zastrzega sobie prawo do odkrycia i używania tej właśnie wolnej przestrzeni pomiędzy pokrywą komory ula i górnymi beleczkami ramek i na tym poprzestaje. Podał zresztą wymiar 1/2 cala, który w tym wypadku jest za duży. Pojęcie bee space zostało wprowadzone później niż w 1852 roku i wymieszało w sobie, w złych interpretacjach, odległość między plastrami (1/2 cala), odległość ramki od korpusu ula (2/8-3/8 cala), a nawet odległość ramki od dna ula, która może być z powodzeniem do 1 cala.
Prawdą jest, że odkrywany od góry ul został upowszechniony przez Langstrotha, ale prawidłowe odległości między plastrami i ścianami zostały odkryte przez ks. Jana Dzierżona. Odległość ta określana jest najłatwiej jako 1 i 1/2 cala od środka górnej beleczki jednej ramki do środka następnej. Wobec tego odległość między plastrami wynosi 1/2 cala tj. 2x najmniejszej bee space - 1/4 cala (6,4 mm). Zasada odległości między plastrami po raz pierwszy została opublikowana w 1845. Wymiar średni od 2/8 do 3/8 cala (w uśrednieniu 8 mm) został wykorzystany w 1848 do wykonania poziomych rowków w ścianach ula, w których przesuwane były snozy (górne beleczki plastrów – później ramek) przez Dzierżona. Wymiar 2/8 do 3/8 cala został nazwany w USA bee space (pszczela przestrzeń) i jest błędnie określany jako odkrycie Langstrotha.
Langstroth wiedział wszystko o odkryciach Dzierżona z tłumaczenia jego pracy "Theorie und Praxis, ..." (1848). Samuel Wagner, założyciel "American Bee Journal" przetłumaczył to dzieło w 1850 roku i udostępnił Langstrothowi. Ponadto Wagner prenumerował "Bienen-Zeitung" – miesięcznik, do którego pisywał ks. Dzierżon. Na marginesie, to tłumaczenie "Theorie und Praxis, ..." nigdy nie zostało wydane w druku w USA. W zamian tego Langstroth wydał w 1853 roku swoją pierwszą książkę "Langstroth on the Hive & Honey Bee".
Co najmniej od 1859 roku Wagner i Langstroth komunikowali się listownie z Dzierżonem w celu sprowadzenia pszczoły włoskiej do USA. Właśnie w 1859 pierwszy import "Włoszki" do Ameryki miał miejsce z pasieki Dr. Dzierżona. Również później, co najmniej do roku 1865, Langstroth kupował matki pszczele od ks. Dzierżona.
Langstroth wyrażał się o Dzierżoniu z najwyższym szacunkiem nazywając go "Wielkim Mistrzem współczesnego pszczelarstwa". "American Bee Journal", najstarszy (od 1861 r.) istniejący do dziś periodyk pszczelarski, rozpoczyna swoje pierwsze numery od cyklu tłumaczeń "Teoria Dzierżonowska".

## Publikacje
- The Hive and the Honey-Bee (Northampton, 1853)